# Boxtelse Watermolen
De Boxtelse Watermolen was een watermolen op de Dommel te Boxtel. Ze bevond zich aan de Molenstraat.
De viervoudige watermolen is in gebruik geweest als zaagmolen, schorsmolen, volmolen en graanmolen. Het complex bestond uit twee molens op de Dommel en twee op het Smalwater, een stroompje dat te Boxtel in de Dommel uitkomt.

## Geschiedenis
De geschiedenis van deze molen gaat niet bijzonder ver terug: ze werd in 1545 voor het eerst vermeld, en wel in een plakkaat van keizer Karel V. De molen was eigendom van de heer van Boxtel.
In 1834 werd het landgoed Stapelen, voormalig bezit van de heer van Boxtel, verkocht aan Gerard Bogaers, een Tilburgs lakenfabrikant. Deze gebruikte de bijbehorende molen als volmolen. In 1851 verkocht hij de molens alweer aan de familie Van Hoorn, die het weer door verkochten aan molenaar Van Lieshout.
De molens op het Smalwater werden in 1912 aangekocht door Waterschap De Dommel omdat ze regelmatig voor wateroverlast zorgden. Deze werden gesloopt.
De molens op de Dommel werden gekocht door de familie Van Stekelenburg en nog gebruikt tot 1934, toen ze door een storm zwaar beschadigd raakten. Daarna werd alleen nog de, nu door een motor aangedreven, graanmolen gebruikt. In 1973 werd de molen omgebouwd tot bloemenzaak, terwijl het molenhuis nog als villa in gebruik is.
Plannen voor herstel van de molen in zijn oorspronkelijke staat konden geen doorgang vinden wegens gebrek aan geld.

## Nabijgelegen watermolens
Stroomopwaarts van de Dommel vond men de Kasterense Watermolen. Stroomafwaarts zijn er in ieder geval nog watermolens geweest te Sint-Michielsgestel en bij het Kasteel Oud Herlaar.